# Amazon Web Services
Amazon Web Services (AWS) – przedsiębiorstwo udostępniające publicznie platformę chmurową oraz hostingowy serwis internetowy, będące jednostką zależną Amazon, udostępniającą usługi dostępne w sieci Web. Świadczenie udostępniania usług internetowych rozpoczęło w lipcu 2002, a z zakresu chmury obliczeniowej – od marca 2006. W 2020 roku udział przedsiębiorstwa w rynku świadczenia publicznych serwisów chmurowych wynosił 32%.
Sztandarowymi usługami dostępnymi w Amazon Web Services są między innymi Amazon S3 oraz Amazon Elastic Compute Cloud (EC2).

## Świadczone usługi
Amazon Web Services świadczy ponad 200 usług z zakresu przetwarzania, przechowywania i archiwizacji, sieci komputerowych, baz danych, analityki, wynajmu programów komputerowych, wdrażania systemów, zarządzania systemami, uczenia maszynowego, aplikacji mobilnych, narzędzi programowania oraz związanych z Internetem Rzeczy.
Dostęp do większości usług jest udostępniany za pomocą dedykowanych interfejsów programistycznych, których żądania wykonywane są za pośrednictwem protokołu HTTP.